# Rudolf Kock
Jonas Rudolf »Putte« Eriksson Kock, švedski hokejist in nogometaš, * 29. junij 1901, Nacka, Švedska, † 21. oktober 1979, Stockholm, Švedska.
Kock je igral hokej za kluba AIK IF in IFK Stockholm v švedski hokejski ligi, za švedsko hokejsko reprezentanco pa je nastopil na Evropskem prvenstvu 1922, kjer je osvojil srebrno medaljo.
Za  švedsko nogometno reprezentanco pa je nastopil na Poletnih olimpijskih igrah 1924, kjer je osvojil bronasto medaljo, skupno je za reprezentanco nastopil na 37-ih tekmah in dosegel dvanajst golov.

## Pregled kariere (nepopoln)
Odebeljeno - reprezentančni nastopi, glej tudi Statistika pri hokeju na ledu.
| Moštvo        | Liga               | Sezona |    | Redni del | Redni del | Redni del | Redni del | Redni del | Redni del |   | Končnica | Končnica | Končnica | Končnica | Končnica | Končnica |
| ------------- | ------------------ | ------ | -- | --------- | --------- | --------- | --------- | --------- | --------- | - | -------- | -------- | -------- | -------- | -------- | -------- |
| Moštvo        | Liga               | Sezona | OT | G         | P         | T         | +/-       | KM        | OT        | G | P        | T        | +/-      | KM       |          |          |
| AIK IF        | Švedska liga       | 20/21  |    |           |           |           |           |           |           |   |          |          |          |          |          |          |
| AIK IF        | Švedska liga       | 21/22  |    |           | 3         |           | 3         |           |           |   |          | 1        |          | 1        |          |          |
| Švedska       | Evropsko prvenstvo | 22     |    | 2         | 0         |           | 0         |           |           |   |          |          |          |          |          |          |
| IFK Stockholm | Švedska liga       | 22/23  |    |           | 1         |           | 1         |           |           |   | 1        | 0        |          | 0        |          |          |
| AIK IF        | Švedska liga       | 24/25  |    | 2         | 0         |           | 0         |           |           |   |          |          |          |          |          |          |
| Skupaj        |                    |        |    | 4         | 4         |           | 4         |           |           |   | 1        | 1        |          | 1        |          |          |